# شهرستان هوایلای
شهرستان هوایلای (به لاتین: Huailai County) یک منطقهٔ مسکونی در چین است که در جانگجیاکو واقع شده‌است. شهرستان هوایلای ۱٬۷۹۳ کیلومتر مربع مساحت و ۳۳۸٬۰۰۰ نفر جمعیت دارد.